# روبرت إتش بريغز
روبرت إتش بريغز (بالإنجليزية: Robert H. Briggs)‏ هو مؤرخ أمريكي، ولد في 1 يونيو 1949.